# Dalla parte di lei
Dalla parte di lei è un romanzo della scrittrice italiana Alba de Céspedes, pubblicato per la prima volta in Italia nell'agosto del 1949 da Mondadori. 
Il libro diede il titolo ad una seguitissima rubrica che l'autrice tenne poi sul settimanale Epoca dal giugno 1952 al marzo del 1960.

## Storia editoriale
L'opera uscì nel settembre del 1994 in nuova edizione, profondamente rivista dalla stessa autrice, in una versione notevolmente alleggerita: il numero di pagine fu ridotto di oltre un quarto rispetto alla prima edizione del 1949, passando da 549 a 405. 
de Céspedes ebbe poi a scrivere a tal proposito che "[...] i tagli sono stati fatti con grande intelligenza, senza eliminare nulla di essenziale nella struttura del libro, ma aggiungendovi quel ritmo e quella continuità che dà alla storia rilievo e pathos".

## Trama
L'opera narra le vicende di Alessandra Corteggiani, voce narrante e protagonista, che in forma di memoriale rievoca la propria vita personale e familiare sullo sfondo della storia italiana a cavallo della Seconda Guerra Mondiale, fra Fascismo, Resistenza e Ricostruzione. 
Al centro del romanzo è il rapporto fra Alessandra e Francesco Minelli, professore antifascista, che sfocerà in un matrimonio destinato a terminare tragicamente. Su tutto grava l'ombra della madre della protagonista, suicida per amore.

## Analisi
È presumibile che nell'opera si riflettano tratti autobiografici: nel periodo in cui il romanzo fu composto, la madre dell'autrice - incapace di vivere senza il suo compagno, morto alcuni anni prima - stava scivolando nella follia.